# 金門縣立金沙國民中學
金門縣立金沙國民中學（Kinmen County Jin-Sha Junior High School），簡稱為沙中，中華民國金門縣金沙鎮的一所國民中學。創立於民國五十四年秋，原名為「金沙初級職業學校」，由盧錫銘先生擔任首任校長，當時建校工程無法於開學前完成，便在金沙國小洽借教室使用，迨是年十二月一日校舍完竣，始遷入現址上課。五十六學年度起，奉令改名為「金門縣立金沙國民中學」，現任校長為黃明森先生。

## 姊妹校
- 中华人民共和国 福建省：厦门市大嶝中学

## 外部連結
- 金門縣立金沙國民中學